# سكيت أمريكا
سكيت أمريكا هي مسابقة دولية للتزلج على الجليد في مستوى عالٍ تقام كجزء من سلسلة جائزة الاتحاد الدولي للتزلج الكبرى للتزلج الفني على الجليد. تُمنح الميداليات في أربعة تخصصات: فردي الرجال، فردي السيدات، التزلج الثنائي والرقص على الجليد. أقيمت البطولة لأول مرة في 1979.